# Месје 33
Месје 33 (М33) или галаксија Троугао је спирална галаксија у сазвежђу Троугао која се налази у Месјеовом каталогу објеката дубоког неба.
Деклинација објекта је + 30° 39' 29" а ректасцензија 1h 33m 51,9s. Привидна величина (магнитуда) објекта М33 износи 5,5 а фотографска магнитуда 6,2. Налази се на удаљености од 0,915 милиона парсека од Сунца. М33 је још познат и под ознакама NGC 598 UGC 1117, MCG 5-4-69, CGCG 502-110, галаксија Троугао, PGC 5818. Галаксија Троугао је трећи по величини члан локалне групе галаксија, поред галаксије Андромеда и Млечног пута. То је један од најудаљенијих сталних објеката који се може видети голим оком.
Ова галаксија је најмања спирална галаксија у локалној групи (иако су мањи Велики и Мали Магеланови облаци можда били спирални пре њиховог сусрета са Млечним путем), и верује се да је она сателит Андромедине галаксије или на њеном повратку у потоњу због њихових интеракција, брзина и близине једна другој на ноћном небу. Такође има  језгро.

## Етимологија
Галаксија је добила име по сазвежђу Троугао, где се може уочити.
Понекад се назива галаксија „Вртетица” у неким астрономским референцама, појединим компјутерским софтверима за телескопе, и на неким јавним веб-страницама. Међутим, астрономска база података SIMBAD, професионална база података, обједињује формалне ознаке за астрономске објекте и указује да се галаксија Вртетица односи на Месје 101, који неколико аматерских астрономских ресурса, укључујући вебсајтове за информисање јавности, идентификује под тим именом, и то је у границама Великог медведа.

## Видљивост
Под изузетно добрим условима гледања без светлосног загађења, галаксија Месје 33 се може видети голим оком sa 20/20 видом; за те гледаоце, то ће понекад бити најудаљенији стални ентитет видљив без увећања. Његова светлост се шири преко мало више од убода игле на неувеличаном небу, чему је узрок његова ширина - ово астрономи називају дифузним, а не компактним објектом.
Посматрачи су опсегу од проналажења галаксије која је лако видљива директним видом на заиста тамном (и подразумевано сувом, безоблачном) небу, до потребе да се користи периферна визија на сеоском или приградском небу са добрим условима за посматрање. Ова галаксија је изабрана је као једна од критичних ознака неба на Бортловој скали тамног неба, што је подржано њеном релативном непроменљивошћу, умереном северном деклинацијом и описаном осветљеношћу.

## Историја посматрања
Галаксију Троугао је вероватно открио италијански астроном Ђовани Батиста Ходиерна пре 1654. У свом делу De systemate orbis cometici; deque admirandis coeli caracteribus („О систематици орбите комете и о дивним објектима на небу“), навео ју је као маглину или замрачење налик облаку и дао тајновити опис, „близу троугла хинк инд“. Ово се односи на сазвежђе Троугла као пар троуглова. Величина објекта одговара М33, тако да је највероватније референца на галаксију Месје 33.
Галаксију је независно открио Шарл Месје у ноћи између 25. и 26. августа 1764. Објављена је у његовом Каталогу маглина и звезданих јата (1771) као објекат број 33; отуда и назив М33. Када је Вилијам Хершел саставио свој опсежни каталог маглина, настојао је да не укључи већину објеката које је Месје идентификовао. Међутим, М33 је био изузетак и он је овај објекат каталогирао 11. септембра 1784. као H V-17.
Хершел је такође каталогизирао најсветлију и највећу H II област галаксије Месје 33 (дифузну емисиону маглину која садржи јонизовани водоник) као H III.150 одвојену од саме галаксије; маглина је на крају добила NGC број 604. Као што се види са Земље, NGC 604 се налази североисточно од централног језгра галаксије. То је један од највећих познатих региона H II, са пречником од скоро 1500 светлосних година и спектром сличним спектру Орионове маглине. Хершел је такође приметио три друга мања H II региона (NGC 588, 592 и 595).
Ова галаксија је била међу првим „спиралним маглинама“ које је као такве идентификовао лорд Рос 1850. Године 1922–23, Џон Чарлс Данкан и Макс Волф открили су променљиве звезде у маглинама. Едвин Хабл је 1926. показао да су 35 од ових звезда биле класични цефеиди, што му је омогућило да процени њихове удаљености. Резултати су били у складу са концептом спиралних маглина као независних галактичких система гаса и прашине, а не само маглина у Млечном путу.
- NGC 604 у галаксији Троугао
- Галаксија Месје 33 како ју је снимио аматерски астроном. Несродне звезде у првом плану су измењене.
- Композит од око 54 различите тачке са Хабловом напредном камером за анкете.